# Paramesotriton chinensis
Paramesotriton chinensis är en groddjursart som först beskrevs av Gray 1859.  Paramesotriton chinensis ingår i släktet Paramesotriton och familjen vattensalamandrar. IUCN kategoriserar arten globalt som livskraftig. Inga underarter finns listade i Catalogue of Life.